# Andrea Fendt
Andrea Fendt (ur. 31 stycznia 1960 w Bischofswiesen) – zachodnioniemiecka saneczkarka, medalistka mistrzostw świata.
Na igrzyskach olimpijskich startowała jeden raz, w 1980, zajmując dwunaste miejsce. W 1978 wywalczyła srebrny medal mistrzostw świata. W pierwszej edycji Pucharu Świata, w sezonie 1977/1978, zajęła drugie miejsce w klasyfikacji generalnej.
Jej brat, Josef, również był saneczkarzem.

## Osiągnięcia

### Igrzyska olimpijskie
| Rok  | Miejsce     | Jedynki |
| ---- | ----------- | ------- |
| 1980 | Lake Placid | 12.     |

### Puchar Świata

#### Miejsca na podium w klasyfikacji generalnej
| Sezon     | Miejsce |
| --------- | ------- |
| 1977/1978 | 2.      |